# فیل ورچوتا
فیل ورچوتا (انگلیسی: Phil Verchota؛ زادهٔ ۲۸ دسامبر ۱۹۵۶) بازیکن هاکی روی یخ اهل ایالات متحده آمریکا بود.